# 13964 La Billardière
13964 La Billardière là một tiểu hành tinh vành đai chính với chu kỳ quỹ đạo là 2096.5245737 ngày (5.74 năm).

## Discovery
Nó được phát hiện ngày 3 tháng 8 năm 1991.